# Zhang Guirong
Zhang Guirong (张桂荣S, Zhāng GuìróngP; 5 febbraio 1978) è un'ex pesista cinese naturalizzata singaporiana.

## Biografia
Nata in Cina, Zhang opta dal 2003 di rappresentare internazionalmente lo stato insulare asiatico di Singapore, dove vive, nelle maggiori competizioni internazionali di atletica leggera. Questo la porterà a succedere a livello regionale nelle competizioni quali i Giochi del Sud-est asiatico e a gareggiare nei maggiori campionati asiatici; altresì a prender parte a due edizioni consecutive dei Giochi olimpici ad Atene 2004 e a Pechino 2008.
Zhang è una pesista ma ha talvolta gareggiato nel lancio del disco e del giavellotto.

## Palmarès
| Anno | Manifestazione              | Sede         | Evento                 | Risultato | Prestazione | Note |
| ---- | --------------------------- | ------------ | ---------------------- | --------- | ----------- | ---- |
| 2003 | Giochi del Sud-est asiatico | Hanoi        | Getto del peso         | Argento   | 17,96 m     |      |
| 2003 | Giochi del Sud-est asiatico | Hanoi        | Lancio del disco       | Oro       | 49,91 m     |      |
| 2003 | Giochi del Sud-est asiatico | Hanoi        | Lancio del giavellotto | Argento   | 51,66 m     |      |
| 2004 | Giochi olimpici             | Atene        | Getto del peso         | 24ª (q)   | 16,58 m     |      |
| 2005 | Campionati asiatici         | Incheon      | Getto del peso         | Argento   | 18,57 m     |      |
| 2005 | Giochi asiatici indoor      | Bangkok      | Getto del peso         | Argento   | 17,99 m     |      |
| 2005 | Giochi del Sud-est asiatico | Manila       | Getto del peso         | Oro       | 17,40 m     |      |
| 2005 | Giochi del Sud-est asiatico | Manila       | Lancio del disco       | Bronzo    | 48,62 m     |      |
| 2005 | Giochi del Sud-est asiatico | Manila       | Lancio del giavellotto | Bronzo    | 48,70 m     |      |
| 2006 | Giochi del Commonwealth     | Melbourne    | Getto del peso         | 4ª        | 17,39 m     |      |
| 2007 | Campionati asiatici         | Amman        | Getto del peso         | 4ª        | 15,99 m     |      |
| 2007 | Giochi del Sud-est asiatico | Korat        | Getto del peso         | Oro       | 17,21 m     |      |
| 2007 | Giochi del Sud-est asiatico | Korat        | Lancio del disco       | Bronzo    | 45,73 m     |      |
| 2008 | Giochi olimpici             | Pechino      | Getto del peso         | 29ª (q)   | 16,23 m     |      |
| 2009 | Giochi del Sud-est asiatico | Vientiane    | Getto del peso         | Oro       | 17,12 m     |      |
| 2010 | Giochi asiatici             | Canton       | Getto del peso         | 5ª        | 17,06 m     |      |
| 2011 | Giochi del Sud-est asiatico | Palembang    | Getto del peso         | Oro       | 16,96 m     |      |
| 2011 | Giochi del Sud-est asiatico | Palembang    | Lancio del disco       | Bronzo    | 48,22 m     |      |
| 2013 | Giochi del Sud-est asiatico | Naypyidaw    | Getto del peso         | Oro       | 14,99 m     |      |
| 2013 | Giochi del Sud-est asiatico | Naypyidaw    | Lancio del disco       | Argento   | 42,26 m     |      |
| 2015 | Giochi del Sud-est asiatico | Singapore    | Getto del peso         | Oro       | 14,60 m     |      |
| 2015 | Giochi del Sud-est asiatico | Singapore    | Lancio del disco       | nm        | nm          |      |
| 2017 | Giochi del Sud-est asiatico | Kuala Lumpur | Getto del peso         | 4ª        | 13,42 m     |      |